# Wärmerauschen
Wärmerauschen, thermisches Rauschen, Widerstandsrauschen, Nyquist-Rauschen, Johnson-Rauschen oder Johnson-Nyquist-Rauschen genannt, ist ein weitgehend weißes Rauschen, das aus der thermischen Bewegung der Ladungsträger in elektrischen Schaltungen hervorgeht. Das Frequenzspektrum des Widerstandsrauschens wurde von John Bertrand Johnson experimentell erforscht und gleichzeitig von Harry Theodor Nyquist theoretisch begründet.

## Erscheinungsform
Wärmerauschen äußert sich bei unbelasteten ohmschen Widerständen als thermisches Widerstandsrauschen, oft einfach Widerstandsrauschen genannt. Die thermische Bewegung der Leitungselektronen erzeugt an den Klemmen des Zweipols den Rauschstrom und die Rauschspannung. Die bei Kurzschluss oder Leerlauf vorliegenden Werte können als spektrale Rauschleistungsdichte allgemein angegeben werden. Sie sind proportional zur absoluten Temperatur. Beim unbelasteten Bauelement ist die Rauschleistung unabhängig vom elektrisch leitenden Medium, dagegen kann beim von Gleichstrom durchflossenen Bauelement Stromrauschen hinzu kommen, das beim Kohleschichtwiderstand weit über dem thermischen Rauschen liegen kann. Beim stromdurchflossenen Halbleiter entsteht Zusatzrauschen durch Modulation des Laststroms – bei Spannungseinprägung – wegen thermisch bedingter Schwankung der Trägerzahl im Leitungsband und Valenzband und damit der Leitfähigkeit.
Johnson experimentierte in den Jahren 1927/28 bei Temperaturen zwischen der Siedetemperatur des Stickstoffs und der des Wassers mit Widerständen sehr unterschiedlichen Materials. Verwendet wurden unter anderen Kohleschicht-, Kupfer- und Platinwiderstände sowie mit verschiedensten Elektrolyten gefüllte Kapillaren.
Johnson teilte mit, Schottky habe im Jahre 1918 aus theoretischen Erwägungen erkannt, dass Wärmerauschen von Leitungselektronen mit Röhrenverstärkern zu entdecken sein müsse, aber mit einem Resonanzkreis am Verstärkereingang werde der gesuchte Effekt durch das Schrotrauschen maskiert. Nyquist zitierte Schottkys Arbeit wegen der daraus gewonnenen Anregung, die elektrodynamische Rauschleistung aus Thermodynamik und statistischer Mechanik abzuleiten.

## Ursachen
Die Leitungselektronen elektrisch leitender Materialien (Metalle, Halbleiter) nehmen an der weitgehend ungeordneten, thermisch angeregten Bewegung der Komponenten der atomaren Ebene teil und bewegen sich zufällig und ungerichtet. Sie tragen bei Raumtemperatur in geringem Maße zur spezifischen Wärme bei, und ihre ungeordnete Bewegung stellt an den Klemmen eines Zweipols die hier in Rede stehende endliche elektrische Rauschleistung zur Verfügung. Die Leitungselektronen erzeugen mit großer Rate statistisch unabhängige Spannungs- und Stromimpulse von endlicher, kurzer Dauer, deren Überlagerung zu der breiten Frequenzverteilung führt, die in der Elektrotechnik meistens als Rauschquelle mit weißem Spektrum wahrgenommen wird. Das Rauschleistungsspektrum reicht von der Frequenz null bis zu einer Grenzfrequenz, deren Wert durch die thermisch noch merklich anregbaren Quanten der elektromagnetischen harmonischen Komponenten bestimmt ist. Die erste Berechnung des Rauschspektrums von Nyquist macht vom Gleichverteilungssatz der Thermodynamik Gebrauch. – Eine endliche Gleichspannungskomponente wird nicht beobachtet; sie könnte nicht als zufällige Komponente betrachtet werden, vgl. Thermoelektrizität. Dazu wäre eine Symmetriebrechung notwendig, für die keine Veranlassung ersichtlich ist, weil beim Widerstandsrauschen thermodynamisches Gleichgewicht vorausgesetzt wird.
Das Widerstandsrauschen wird hier durch das in weiten Frequenzgrenzen weiße Leistungsspektrum charakterisiert. Eine andere Fragestellung ist die Beschreibung durch die Amplitudenverteilung der Momentanwerte von Spannung oder Strom. Erfahrungsgemäß liegt eine Normalverteilung (Gaußverteilung) mit Mittelwert null vor, deren Streuparameter durch die Rauschleistung gegeben ist. Insbesondere kann demnach eine beliebig große Amplitude erwartet werden bei exponentiell abnehmender Wahrscheinlichkeit.
Die stochastische Amplitudenstatistik bedingt, dass Rauschspannungen unter echter quadratischer Gleichrichtung gemessen werden müssen. Johnson verwendete dazu (nach elektronischer Verstärkung) einen Thermoumformer, in dem die Wärmeentwicklung durch die zugeführte Rauschleistung eine Temperaturerhöhung bewirkt. Diese wird mit einem Thermoelement gemessen, dessen zeitlich linear gemittelte Thermospannung dem Mittelwert des Rauschspannungsquadrats proportional ist. Diese Messvorschrift ist etwas verallgemeinert durch die Definition der Autokorrelationsfunktion mathematisch formuliert. Der Konvertierungsfaktor des Thermoumformers wird mit einer durch eine Gleichspannung gut definierbaren Leistung gemessen.

## Rauschgrößen
Analog den Zufallsschwankungen bei der brownschen Bewegung werden an einem ohmschen Widerstand im Verlaufe der Zeit {\displaystyle t} Schwankungen der Leerlaufspannung {\displaystyle u(t)} beobachtet. Der Mittelwert dieser Spannungen ergibt null. Als Rauschgröße wird nach elektronischer Verstärkung der quadratische Mittelwert {\displaystyle {\overline {u(t)^{2}}}} der Spannung gemessen, der in den Effektivwert umgerechnet werden kann. Das mittlere Spannungsquadrat ist proportional der absoluten Temperatur {\displaystyle T}, der Größe {\displaystyle R} des elektrischen Widerstandes und der Bandbreite {\displaystyle \Delta f} der Messanordnung.
Der Einfluss der Bandbreite ist mit einem breitbandigen Aufbau nicht leicht erkennbar, die Amplitudenstatistik lässt sich dabei recht gut beurteilen. Deren Varianz ist durch {\displaystyle {\overline {u(t)^{2}}}} gegeben. Die Amplitudenstatistik kann schmalbandig gut ermittelt werden. Schmalbandig ist der Einfluss einer bei {\displaystyle f} zentrierten Bandbreite deutlich an den Ein- und Ausschwingzeiten proportional zu {\displaystyle {\tfrac {1}{\Delta f}}} zu erkennen, durch die die Komponenten des Rauschspektrums um {\displaystyle f} moduliert sind.
- Widerstandsrauschen ist Ausdruck der Kopplung thermischer an elektrodynamische Schwankungen. Sie kann durch Betrachtungen zum Leistungsspektrum auf dem von Schottky und Nyquist gewählten Wege verdeutlicht werden.

Die Nyquist-Formel stellt folgenden Zusammenhang für die Rauschspannung im Leerlauf her:
{\displaystyle {\overline {u^{2}}}=4k_{\mathrm {B} }TR\Delta f\,}
mit der effektiven Leerlaufrauschspannung
{\displaystyle U_{R,\,\mathrm {eff} }={\sqrt {\overline {u^{2}}}},}
folglich
{\displaystyle U_{R,\,\mathrm {eff} }={\sqrt {4k_{\mathrm {B} }TR\Delta f}}.}
Dabei sind {\displaystyle k_{\mathrm {B} }} die Boltzmann-Konstante, {\displaystyle T} die absolute Temperatur und {\displaystyle R} der ohmsche Widerstand des rauschenden Zweipols. {\displaystyle \Delta f} ist die zugelassene Bandbreite.
Dual dazu berechnet sich das zeitlich gemittelte Rauschstromquadrat {\displaystyle {\overline {i^{2}}}} im Kurzschlussfall zu
{\displaystyle {\overline {i^{2}}}={\frac {4k_{\mathrm {B} }T\Delta f}{R}}\,}
mit dem effektiven Kurzschlussrauschstrom
{\displaystyle I_{R,\,\mathrm {eff} }={\sqrt {\overline {i^{2}}}}={\sqrt {\frac {4k_{\mathrm {B} }T\Delta f}{R}}}.}
Zur Allgemeingültigkeit der Formel von Nyquist und zu ihrer Bedeutung für tief reichende Fragen der Physik gibt Ginsburg umfassend Auskunft.

## Rauschpegel
Die Rauschleistung kann auch logarithmisch als Rauschpegel angegeben werden:
{\displaystyle P_{\mathrm {dBm} }=10\log _{10}{(k_{\mathrm {B} }T\Delta f\cdot 1000)}=10\log _{10}({k_{\mathrm {B} }T\cdot 1000})+10\log _{10}{(\Delta f)}}
Bei Raumtemperatur ({\textstyle T=300\,{\text{K}}}) gilt:
{\displaystyle P_{\mathrm {dBm} }=-174+10\log _{10}{(\Delta f)}}, mit {\displaystyle \Delta f} in Hz
In folgender Tabelle sind thermische Rauschpegel zu diversen Bandbreiten bei Raumtemperatur aufgeführt:
| Bandbreite {\displaystyle (\Delta f)} | Thermischer Rauschpegel | Hinweise                                 |
| ------------------------------------- | ----------------------- | ---------------------------------------- |
| 1 Hz                                  | −174 dBm                |                                          |
| 10 Hz                                 | −164 dBm                |                                          |
| 100 Hz                                | −154 dBm                |                                          |
| 1 kHz                                 | −144 dBm                |                                          |
| 10 kHz                                | −134 dBm                | FM-Kanal eines Funkgeräts                |
| 22 kHz                                | −130,58 dBm             | AUDIO ITU-R 468-4 unbewertet, 22Hz-22kHz |
| 100 kHz                               | −124 dBm                |                                          |
| 180 kHz                               | −121,45 dBm             | Ein LTE resource block                   |
| 200 kHz                               | −121 dBm                | GSM-Kanal                                |
| 1 MHz                                 | −114 dBm                | Bluetooth-Kanal                          |
| 2 MHz                                 | −111 dBm                | Öffentlicher GPS-Kanal                   |
| 3,84 MHz                              | −108 dBm                | UMTS-Kanal                               |
| 6 MHz                                 | −106 dBm                | Analogfernsehen                          |
| 20 MHz                                | −101 dBm                | WLAN 802.11                              |
| 40 MHz                                | −98 dBm                 | WLAN 802.11n 40 MHz-Kanal                |
| 80 MHz                                | −95 dBm                 | WLAN 802.11ac 80 MHz-Kanal               |
| 160 MHz                               | −92 dBm                 | WLAN 802.11ac 160 MHz-Kanal              |
| 1 GHz                                 | −84 dBm                 | UWB                                      |

## Ersatzschaltung und Leistungsbilanz
Das Ersatzschaltbild eines rauschenden Widerstands als konzentriertem Bauelement ist die Reihenschaltung des rauschfrei gedachten Widerstands R als Quellwiderstand mit der sein Rauschen darstellenden Spannungsquelle, die das Leerlaufspannungsquadrat {\displaystyle {\overline {u^{2}}}} abgibt. Zur Darstellung mit einer Rauschstromquelle wird ein Quellstromgenerator vom Kurzschlussstromquadrat {\displaystyle {\overline {i^{2}}}} dem idealen Innenwiderstand {\displaystyle R} parallel geschaltet.
Bei Kurzschluss dissipiert der rauschende ohmsche Widerstand selbst die generierte Leistung
{\displaystyle P_{\Delta f,\;\mathrm {Kurzschluss} }={\overline {u^{2}}}/R=4k_{\mathrm {B} }T\Delta f,}
weil die volle Quellenspannung über ihm abfällt.
Bei Leistungsanpassung dissipiert jeder der beiden rauschenden ohmschen Widerstände im jeweils anderen und bei sich selbst die Leistung
{\displaystyle P_{\Delta f,\;\mathrm {verf{\ddot {u}}gbar} }={\overline {(u/2)^{2}}}/R=k_{\mathrm {B} }T\Delta f,}
weil die halbe Quellspannung über ihnen abfällt. Dieses ist maximal von einer Quelle abgebbare Leistung und wird verfügbare Leistung genannt. Dieser Begriff macht von Zufälligkeiten einer Schaltung und von {\displaystyle R} unabhängig und eignet sich für eine allgemeine Diskussion, indem der thermisch aktivierte, aber elektrodynamisch vermittelte Energieaustausch der beiden rauschenden, an ein Wärmebad der Temperatur {\displaystyle T} gekoppelten Widerstände symmetrisch erfolgt.
Diese vier dissipierten Rauschleistungen ergeben zusammen wieder die Kurzschlussleistung, die folglich in dieser Anordnung ebenfalls insgesamt generiert wird. Die beiden zur Leistungsanpassung zusammengeschalteten Widerstände arbeiten, als eine Einheit vom Widerstand {\displaystyle 2R} aufgefasst, im Kurzschluss und ihre dissipierte Leistung ist von der Größe {\displaystyle {\tfrac {\overline {u^{2}}}{2R}}} und damit ebenfalls {\displaystyle 4k_{\mathrm {B} }T\Delta f,} wie für jeden Widerstand einzeln.
- Die dissipierte Leistung ist in einer rein ohmschen Schaltung bei Leistungsanpassung unabhängig von der Größe {\displaystyle R} und allein thermodynamisch bestimmt durch die verfügbare Leistung {\displaystyle k_{\mathrm {B} }T\Delta f.}
- Mit dieser Formulierung in quadratischen Größen als Leistungsbilanz wird dem schon von Schottky erkannten Anspruch manifest entsprochen, es handele sich um die oben Kopplung thermischer Schwankungen an elektrodynamische genannte Erscheinung. Schwankungsenergie von der Ordnung des mittleren thermodynamischen Quantums {\displaystyle {\tfrac {1}{2}}k_{\mathrm {B} }T} tauscht jede elektromagnetische Mode {\displaystyle f} mit dem Wärmebad aus.

Die Formulierung als Leistungsbilanz erübrigt die Verwendung der Größe elektrischer Widerstand und verdeutlicht wegen dieser Allgemeingültigkeit die vorgeschlagene Benutzung des Lemmas Wärmerauschen. Leistung ist wegen der notwendig quadratischen Gleichrichtung ohnehin die eigentliche Messgröße.

## Quantentheoretische Erweiterung
Die Integration obiger Gleichungen über den gesamten Frequenzbereich führt zur Ultraviolett-Katastrophe. Ein streng weißes Spektrum verlangt außerdem die unrealistische Beteiligung beliebig kurz dauernder Impulse zur Anregung der harmonischen Komponenten. Deshalb ist für hohe Frequenzen die quantentheoretische Erweiterung notwendig. Nyquist leistete dies bereits. Die später erkannte quantenmechanische Nullpunktenergie wird als mögliche nicht thermische Rauschquelle gelegentlich angeführt.

### Nyquist-Formel
Für hinreichend hohe Frequenzen oder entsprechend niedrige Temperaturen muss die ebenfalls schon von Nyquist angegebene Formel (*)
{\displaystyle {\begin{aligned}{\overline {u^{2}}}&=4k_{\mathrm {B} }TR\,{\frac {hf/k_{\mathrm {B} }T}{\mathrm {e} ^{hf/k_{\mathrm {B} }T}-1}}\,\Delta f,&0\leqq f<\infty \\&=4k_{\mathrm {B} }TR\,{\frac {f/f_{\mathrm {Q} }}{\mathrm {e} ^{f/f_{\mathrm {Q} }}-1}}\,\Delta f\end{aligned}}}
verwendet werden.
Dabei wurde im zweiten Ausdruck bereits die quantentheoretische Grenzfrequenz benutzt, definiert durch
{\displaystyle f_{\mathrm {Q} }={\frac {k_{\mathrm {B} }T}{h}}}.
Bei Raumtemperatur (300 K) beträgt sie {\displaystyle f_{\mathrm {Q} }=6{,}25\cdot 10^{12}\,{\text{Hz}}}.
- Oberhalb {\displaystyle f_{\mathrm {Q} }} ist das thermische Widerstandsrauschen nicht mehr spektral weiß (**), sondern nimmt mit steigender Frequenz entsprechend dem Boltzmann-Faktor exponentiell ab.
- Für niedrige Frequenzen oder hinreichend hohe Temperatur geht die quantentheoretisch erweiterte Formel erwartungsgemäß in den Niederfrequenzwert {\displaystyle {\overline {u^{2}}}=4k_{\mathrm {B} }TR\Delta f} über.

### Nullpunktenergie
Ein Beitrag der Nullpunktenergie zum Wärmerauschen wird gelegentlich zur Diskussion gestellt. Die Nullpunktenergie ist durch die heisenbergsche Unbestimmtheit gefordert und beträgt beim harmonischen Oszillator {\displaystyle {\tfrac {1}{2}}hf}. Als vollständig korrigierte quantenmechanische Formel wird
{\displaystyle {\begin{aligned}{\overline {u^{2}}}&=4k_{\mathrm {B} }TR\left({\frac {hf/k_{\mathrm {B} }T}{\mathrm {e} ^{hf/k_{\mathrm {B} }T}-1}}+{\frac {1}{2}}{\frac {hf}{k_{\mathrm {B} }T}}\right)\Delta f=4k_{\mathrm {B} }TR\,{\frac {{\tfrac {1}{2}}hf/k_{\mathrm {B} }T}{\tanh \left({\frac {1}{2}}{hf/k_{\mathrm {B} }T}\right)}}\,\Delta f,&\mathrm {} 0\leqq f<\infty \\&=4R\left({\frac {hf}{\mathrm {e} ^{hf/k_{\mathrm {B} }T}-1}}+{\frac {1}{2}}hf\right)\Delta f\end{aligned}}}
häufig vorgeschlagen. Mit dieser Formel würde die Ultraviolett-Katastrophe verstärkt wieder eingeführt.
Die Nullpunktenergie steht für thermische Prozesse wie Wärmerauschen zum Austausch von Energie mit einem Lastwiderstand {\displaystyle R} nicht zur Verfügung. Die letztere, den quantenmechanischen Ansatz ganz unmittelbar ausdrückende Formulierung verlangt offensichtlich, dass die bei hinreichend hohen Frequenzen oder hinreichend tiefen Temperaturen allein der Nullpunktschwingung zuzuschreibende und bei Leistungsanpassung zwischen Quell- und Lastwiderstand auszutauschende verfügbare spektrale Leistungsdichte {\displaystyle {\overline {u^{2}}}(4R\Delta f)={\tfrac {1}{2}}hf} sei.
- Dies verlangte Zustandsänderungen von einem halben Quant.

Für den Maser wurde gezeigt, dass die Nullpunktenergie nicht verstärkt wird.

## Leistungsspektrum
Das Leistungsspektrum betont die Tatsache, jeder elektromagnetischen Frequenzkomponente einzeln, unabhängig von den Schwingungen anderer Frequenz, einen eigenen thermischen Freiheitsgrad zubilligen zu müssen, Äquipartitionstheorem. Nyquist zeigt dieses für den elektromagnetischen Fall gedanklich durch Schaltung eines (nichtdissipativen) Reaktanzfilters zwischen die in Leistungsanpassung befindlichen Widerstände. Wären die harmonischen Schwingungen unterschiedlicher Frequenz nicht gleich stark an das Wärmebad gekoppelt, so könnte im Widerspruch zum 2. Hauptsatz der Wärmelehre der kältere Widerstand die Temperatur des wärmeren im Mittel erhöhen.
- Jede elektromagnetische Spektralkomponente {\displaystyle f} steht selbstständig über den rauschenden Zweipol {\displaystyle R} im detaillierten Gleichgewicht mit dem Wärmebad und hat wegen ihrer elektromagnetischen Natur zwei thermische Freiheitsgrade.
- Die notwendige quantentheoretische Ergänzung zeigt, dass diese unabhängigen Frequenzkomponenten die Mindestenergie eines Photons {\displaystyle hf} erfordern, was bei großen Quanten deutlich wird, indem ihre thermische Anregung durch „Einfrieren“ wegen zu niedriger Temperatur behindert ist.

Das Leistungsspektrum für die verfügbare Leistung eines beliebigen ohmschen Widerstands wird definiert durch (*)
{\displaystyle W(f)={\frac {hf}{\mathrm {e} ^{hf/k_{\mathrm {B} }T}-1}}\,,\qquad \qquad \quad 0\leqq f<\infty }
mit dem Niederfrequenzwert
{\displaystyle W(f)=k_{\mathrm {B} }T\qquad \qquad \qquad \qquad \ \left(f\ll f_{\mathrm {Q} }\right).}
Bemerkung: Die spektrale Leistungsdichte ist von der Dimension Energie.
Für Leistungsanpassung gilt
{\displaystyle P(f)_{\Delta f,\;\mathrm {verf{\ddot {u}}gbar} }={\frac {\overline {u^{2}}}{4R}}=\int _{f}^{f+\Delta f}\!\!W(f)\,\mathrm {d} f}.
Die verfügbare Gesamtleistung ist
{\displaystyle P=\int _{0}^{\infty }\!\!W(f)\,\mathrm {d} f={\tfrac {\pi ^{2}}{6}}{\frac {(k_{\mathrm {B} }T)^{2}}{h}}={\tfrac {\pi ^{2}}{6}}k_{\mathrm {B} }Tf_{\mathrm {Q} }}.
Die durch die Quantentheorie begrenzte effektive Bandbreite ist unter der Annahme einer durchgehend konstant weiß angenommenen spektralen Leistung {\displaystyle k_{\mathrm {B} }T}
{\displaystyle \Delta f_{\mathrm {Q,\,eff} }={\tfrac {\pi ^{2}}{6}}f_{\mathrm {Q} }}
Die verfügbare Gesamtleistung bei Raumtemperatur (300 K) ist {\displaystyle P=4{,}26\cdot 10^{-8}\ {\text{Watt}}}.

### Schwarzer Wellenleiterund Schwarze Hohlraumstrahlung
Zwei ohmsche Zweipole vom gleichen frequenzunabhängigen Widerstand {\displaystyle R} im Wärmebad der absoluten Temperatur {\displaystyle T} seien durch eine verlustlose Leitung vom Wellenwiderstand {\displaystyle Z=R} verbunden, s. reelle Wellenimpedanz. Wegen dieser Anpassung nach dem Wellenwiderstand befinden sich auf der Leitung nur fortschreitende Wellen beider Ausbreitungsrichtungen. Einflüsse durch stehende Wellen infolge Reflexion sind nicht vorhanden, infolgedessen liegt Frequenzselektivität nicht vor. Bei dieser Beschaltung besteht ohnehin Leistungsanpassung.
- Die ideale Leitung – beliebiger Länge und definiertem Wellenwiderstand – wird zwischengeschaltet, damit durch den Gedanken an räumlich ausgedehnte elektromagnetische Wellen die Kopplung thermischer Schwankungen an elektrodynamische gestützt wird.

Die elektromagnetischen Wellen auf der Leitung werden durch die rauschenden Widerstände emittiert und im jeweils anderen vollständig absorbiert.
- Die simultan rauschenden und dissipierenden Widerstände vermitteln die Einstellung und Aufrechterhaltung des thermodynamischen Gleichgewichts zwischen dem Energiegehalt der elektromagnetischen Wellen und dem Wärmebad, vgl. Fluktuations-Dissipations-Theorem.

Die zum anderen Widerstand übertragene Leistung stört das thermodynamische Gleichgewicht nicht, im Mittel findet kein gerichteter Energietransport statt.
- Diese bzgl. der Ausbreitung der elektromagnetischen Vorgänge längs des Schwarzen Wellenleiters, wie die Anordnung (*) hier genannt werde, eindimensionale Anordnung ist eine elektrotechnische Entsprechung zur dreidimensionalen Schwarzen Hohlraumstrahlung. (**)
- Das niederfrequente Rauschspektrum hat Nyquist durch Überlegungen an der vorstehend beschriebenen Anordnung gewonnen, indem er den Gleichverteilungssatz auf die Spektralkomponenten der elektromagnetischen Wellen anwandte, vertreten durch die kapazitive und induktive Belegung der Leitung mit Energiespeichern {\displaystyle C^{\prime }} beziehungsweise {\displaystyle L^{\prime }} pro Leitungslänge. Als Leitung stellte er sich ein ideales Koaxialkabel vom Wellenwiderstand {\displaystyle Z={\sqrt {L^{\prime }/C^{\prime }}}=R} vor.
- Bei hohen Frequenzen betrachtete er Quanten {\displaystyle hf} und korrigierte die Formel des weißen Spektrums entsprechend den Ergebnissen der planckschen Formel.

Im Niederfrequenzgebiet ist die Anregung der elektromagnetischen Wellen nicht quantentheoretisch gemindert. Das weiße Spektrum besagt: mittels der Leitung wird durch jede Spektralkomponente der Frequenz {\displaystyle f} die verfügbare Schwankungsenergie {\displaystyle k_{\mathrm {B} }T} vom einen zum anderen Widerstand übertragen. Sie entspricht zwei Freiheitsgraden, was im Einklang mit der elektromagnetischen Natur des Übertragungsmechanismus ist. Elektrisches und magnetisches Feld steuern je einen Freiheitsgrad bei und daher nach dem Gleichverteilungssatz je die mittlere Schwankungsenergie {\displaystyle {\tfrac {1}{2k_{\mathrm {B} }T}}}.
Die Niederfrequenznäherung {\displaystyle f\,\ll \,f_{\mathrm {Q} }} in der Gestalt {\displaystyle W(f)\approx hf{\tfrac {k_{\mathrm {B} }T}{hf}}} gibt mit dem Faktor {\displaystyle {\tfrac {k_{\mathrm {B} }T}{hf}}} die Anzahl der erregten Photonen {\displaystyle hf} an. Fast 1010 Quanten sind bei Raumtemperatur in der elektromagnetischen Welle der Frequenz {\displaystyle f=1\,{\text{kHz}}} kondensiert, der potenziell quantenhafte Charakter der Welle kommt nicht augenfällig zum Tragen. – Die Spektralkomponente {\displaystyle f} einer elektromagnetischen Welle kann beliebig viele Quanten {\displaystyle hf} aufnehmen, vgl. Photonen und Bosonen.
Die Hochfrequenznäherung {\displaystyle f\,\gg \,f_{\mathrm {Q} }} mit {\displaystyle W(f)\approx hf\,\mathrm {e} ^{-hf\!/\!k_{\mathrm {B} }T}} führt auf den Boltzmann-Faktor entsprechend der geringeren Verfügbarkeit entsprechend großer Energiebeträge im Wärmebad. Die Quanten {\displaystyle hf} lassen sich thermodynamisch mit großer Ausbeute nur bis zur Größenordnung {\displaystyle k_{\mathrm {B} }T} effizient anregen, größere Quanten {\displaystyle hf} sind bei vergleichsweise kleinen thermisch zur Verfügung stehenden Energien {\displaystyle k_{\mathrm {B} }T} eingefroren im Sinne des Einfrierens beispielsweise der Rotationsfreiheitsgrade der spezifischen Wärme bei niedrigen Temperaturen.
Bei {\displaystyle T=0{,}05\,{\text{K}}} ist {\displaystyle f_{\mathrm {Q} }=1\,{\text{GHz}}} und mit {\displaystyle W(f_{\mathrm {Q} })_{T=0,05\;\mathrm {K} }={\tfrac {1}{1,718}}=0{,}58} wäre die quantentheoretische Frequenzgrenze gerade deutlich merkbar, nur in rund der Hälfte der Zeit wäre die elektromagnetische Mode mit einem Photon besetzt. Für Frequenzen bis zu 1 GHz kann der ideale Schwarze Wellenleiter mit gängigen elektrotechnischen Mitteln jedoch kaum hinreichend genau realisiert werden.
Ein Vergleich: Oben wurde die Gesamtleistung P = 4,26 · 10−8 Watt für Raumtemperatur berechnet. Bei ebenfalls T = 300 K wird vom Schwarzen Strahler nach dem Stefan-Boltzmannschen Gesetz bereits von einer Fläche 10−10 m² ungefähr dieselbe Leistung 4,6 · 10−8 Watt in den Halbraum abgestrahlt.

### Kapazitive Last
Der rauschende Widerstand {\displaystyle R} arbeite auf den idealen Kondensator der Kapazität {\displaystyle C}.
Das Leerlauf-Spannungsspektrum {\displaystyle 4RW(f)} des Wärmerauschens ist an der kapazitiven Last um das Betragsquadrat {\displaystyle {\tfrac {1}{1+(f/f_{\mathrm {E} })^{2}}}} des Spannungsteilerfaktors reduziert.
{\displaystyle f_{\mathrm {E} }={\tfrac {1}{2\pi RC}}}   ist die elektrotechnische Grenzfrequenz der RC-Anordnung zur Zeitkonstanten {\displaystyle \tau =RC.}
Jedem ohmschen Widerstand als Bauelement liegt eine kleine Streukapazität parallel, das Spektrum seiner Klemmenspannung ist in der Praxis (*)
{\displaystyle W_{\mathrm {Klemmen} }(f)={\frac {4\,Rk_{\mathrm {B} }T}{1+(f/f_{\mathrm {E} })^{2}}}.}
Im thermischen Gleichgewicht wird gemäß der Formel {\displaystyle {\tfrac {1}{2}}CU^{2}} für die Energie auf einem Kondensator bei einer Kondensatorspannung {\displaystyle U} die mittlere Energie
{\displaystyle {\begin{aligned}{\tfrac {1}{2}}\,C\,{\overline {u^{2}}}&={\tfrac {1}{2}}C{\int _{0}^{\infty }\!4\,R\,W(f)\,{\frac {1}{1+(f/f_{\mathrm {E} })^{2}}}\;\mathrm {d} f}\approx {\tfrac {1}{2}}C\;\cdot \;4\,Rk_{\mathrm {B} }T{\int _{0}^{\infty }\!\!{\frac {1}{1+(f/f_{\mathrm {E} })^{2}}}\;\mathrm {d} f}\\\\&={\tfrac {1}{2}}C\;\cdot \;4\,Rk_{\mathrm {B} }T\;\Delta f_{\mathrm {eff} }={\tfrac {1}{2}}k_{\mathrm {B} }T\end{aligned}}}
gespeichert, wobei zuletzt {\displaystyle W(f)} durch den Niederfrequenzwert {\displaystyle k_{\mathrm {B} }T} ersetzt ist. Dem Kondensator wird ständig in rund der Dauer {\displaystyle \tau }, der Korrelationszeit, etwa die Energie {\displaystyle {\tfrac {1}{2k_{\mathrm {B} }T}}} zugeführt und entzogen.
Die effektive Bandbreite des RC-Gliedes ist definiert durch
{\displaystyle \Delta f_{\mathrm {eff} }={\int _{0}^{\infty }\!\!{\frac {1}{1+(f/f_{\mathrm {E} })^{2}}}\;\mathrm {d} f}={\tfrac {\pi }{2}}f_{\mathrm {E} }={\tfrac {1}{4}}(RC)^{-1}.}
- Der Kondensator ist über den Widerstand {\displaystyle R} an dessen Wärmebad angekoppelt und speichert im Mittel die Energie {\displaystyle {\tfrac {1}{2}}k_{\mathrm {B} }T.}
- Der Kondensator hat thermodynamisch einen Freiheitsgrad, wie es einem Energiespeicher zukommt. Beide Aussagen gelten für die Induktivität entsprechend.

Die zur gespeicherten Energie {\displaystyle {\tfrac {1}{2}}\,C\,{\overline {u^{2}}}} komplementäre Energie {\displaystyle {\tfrac {1}{2}}k_{\mathrm {B} }T} der von {\displaystyle R} im effektiven Frequenzintervall {\displaystyle \Delta f_{\mathrm {eff} }} thermisch generierten Gesamtenergie {\displaystyle k_{\mathrm {B} }T} wird in {\displaystyle R} selbst dissipiert.
Diese Bilanz ist von der Aufladung eines Kondensators mit einer Konstantspannung bekannt und kann aus dem Prinzip der minimalen Entropieproduktion hergeleitet werden.
Natürlich wird die außerhalb der effektiven Bandbreite erzeugte Leistung in {\displaystyle R} selbst dissipiert; denn mit wachsendem {\displaystyle f\,\gg \,f_{\mathrm {E} }} arbeitet der Widerstand zunehmend im Kurzschluss.
Die Zeitkonstante {\displaystyle RC} und damit das effektive Frequenzband {\displaystyle \Delta f_{\mathrm {eff} }} fallen gerade so aus, dass dem einen thermischen Freiheitsgrad des Kondensators genügt wird.
Folgerung 1: Jeder reale Kondensator besteht im Ersatzschaltbild aus einem idealen Kondensator mit parallel geschaltetem, endlichen Isolationswiderstand, wodurch er die Ankopplung an ein Wärmebad erfährt. Der reale Kondensator speichert daher die zugeführte, nur von der Temperatur abhängige mittlere Energie {\displaystyle {\tfrac {1}{2}}k_{\mathrm {B} }T.}
Gemäß {\displaystyle {\tfrac {1}{2}}\,C\,{\overline {u^{2}}}\,=\,{\tfrac {1}{2}}\,{\tfrac {\overline {q^{2}}}{C}}} liegt am Kondensator die effektive Rauschspannung {\displaystyle {\sqrt {\overline {u^{2}}}}\,=\,{\sqrt {\tfrac {k_{\mathrm {B} }T}{C}}},} wozu dem Betrage nach im Mittel {\displaystyle {\tfrac {\sqrt {\overline {q^{2}}}}{|e|}}\,=\,{\tfrac {\sqrt {Ck_{\mathrm {B} }T}}{|e|}}} Elektronenladungen {\displaystyle e} gespeichert werden. An einem Kondensator von 1 pF beträgt bei Raumtemperatur die effektive Rauschspannung 64 µV, die 402 Elementarladungen benötigt, die im Mittel für die zufälligen Spannungsschwankungen transportiert werden. Erinnert wird an die Tatsache {\displaystyle {\overline {u}}=0} und {\displaystyle {\overline {q}}=0}.
Folgerung 2: Die grundlegende Proportionalität der Rauschleistung zur absoluten Temperatur {\displaystyle T} wird unmittelbar erkennbar, wenn das Rauschspannungsquadrat {\displaystyle {\overline {u^{2}}}=k_{\mathrm {B} }T/C} über einem Kondensator hochohmig gemessen wird. Ein Drahtwiderstand dient zweckmäßigerweise als rauschender Widerstand {\displaystyle R}, weil er sehr große Temperaturänderungen erlaubt; gemäß der Formel beeinflusst seine unvermeidliche Temperaturabhängigkeit das Messergebnis bei dieser Schaltung nicht.
Diese Anordnung eignet sich für ein eindrucksvolles Demonstrationsexperiment. {\displaystyle RT} muss stets so groß sein, dass das Eigenrauschen des Verstärkers nicht stört.
- Das Ergebnis verdeutlicht besonders eindringlich, dass das Bauelement Widerstand nur als Mittler dient zwischen dem Wärmespeicher Wärmebad und dem elektrischen Speicher. Bei einem magnetischen Speicher gilt entsprechendes.

### Dissipation und Speicherung
Tatsächlich müsste das Spannungsspektrum {\displaystyle W(f)} als quantentheoretische Formel integriert werden, doch das bis zur elektrotechnischen Grenzfrequenz {\displaystyle f_{\mathrm {E} }} reichende Frequenzband eines realen Kondensators begrenzt das wirksame Spektrum bei 300 K weit unterhalb der quantentheoretischen Grenzfrequenz {\displaystyle f_{\mathrm {Q} }}
Diese Tatsache wird im Folgenden ausgenutzt zur Berechnung der im rauschenden Widerstand selbst unter kapazitiver Last dissipierten Leistung. Im Unterschied zum Vorstehenden ist hier das Spannungsquadrat über dem Widerstand selbst zu betrachten, das mit dem Betragsquadrat {\displaystyle {\tfrac {(f/f_{\mathrm {E} })^{2}}{1+(f/f_{\mathrm {E} })^{2}}}} des komplexen Spannungsteilerfaktors zu bewerten ist. Die in {\displaystyle R} dissipierte Leistung ist
{\displaystyle P={\frac {\overline {u^{2}}}{R}}=4{\int _{0}^{\infty }\!W(f)\,{\frac {(f/f_{\mathrm {E} })^{2}}{1+(f/f_{\mathrm {E} })^{2}}}\;\mathrm {d} f}}.
Indem zum elektrotechnischen Teilerfaktor im Intergranden 1 addiert und subtrahiert wird und −1 in diesen Teilerfaktor eingerechnet wird, ergibt sich mit der quantentheoretischen Grenzfrequenz zunächst
{\displaystyle P=4\,k_{\mathrm {B} }T{\int _{0}^{\infty }\!\!{\frac {f/f_{\mathrm {Q} }}{\mathrm {e} ^{f/f_{\mathrm {Q} }}-1}}\left(1-{\frac {1}{1+(f/f_{\mathrm {E} })^{2}}}\right)\mathrm {d} f}.}
Das Integral über den ersten Summanden, die Kurzschlussleistung in R selbst, wurde oben bereits ausgewertet, das Integral über den zweiten wird – meistens in ausgezeichneter – Näherung berechnet, indem vereinfachend der Faktor {\displaystyle {\tfrac {f\!/\!f_{\mathrm {Q} }}{\mathrm {e} ^{f\!/\!f_{\mathrm {Q} }}-1}}} gleich 1 gesetzt wird, weil das Frequenzband bis {\displaystyle f_{\mathrm {Q} }} im Allgemeinen wesentlich weiter ausgreift als das elektrotechnisch bedingte bis {\displaystyle f_{\mathrm {E} }}. Das unmittelbar erhaltene Ergebnis ist mit den Bandbreiten beziehungsweise den effektiven Bandbreiten ausgedrückt
{\displaystyle {\begin{aligned}P&\approx 4\,k_{\mathrm {B} }T\left({\tfrac {\pi ^{2}}{6}}f_{\mathrm {Q} }-{\tfrac {\pi }{2}}f_{\mathrm {E} }\right)=4\,k_{\mathrm {B} }T\left(\Delta f_{\mathrm {Q,\,eff} }-\Delta f_{\mathrm {eff} }\right)\\&\approx k_{\mathrm {B} }T\left({\tfrac {2}{3}}\,\pi ^{2}{\frac {k_{\mathrm {B} }T}{h}}-{\frac {1}{RC}}\right)\!.\end{aligned}}}
Der zweite Term ist klein gegen den ersten, der die mittlere in R dissipierte Gesamtleistung bei Kurzschluss darstellt. Diese wird durch die kapazitive Last um die Leistung   {\displaystyle {\tfrac {\overline {u^{2}}}{R}}={\tfrac {k_{\mathrm {B} }T}{RC}},} geschmälert, indem die Kondensatorspannung den Spannungsabfall über R und den Strom im Kreis mindert. Kondensatorspannung und Strom sind außer Phase, kennzeichnend für die Speicherung der Energie und den Transport von Blindleistung {\displaystyle k_{\mathrm {B} }T} in der Zeit {\displaystyle {\tfrac {1}{2}}RC}.

## Autokorrelationsfunktion
Die Stoßvorgänge und die Emissions- und Absorptionsprozesse im Widerstandsmaterial verlaufen im Mittel zeitlich gleichverteilt, solange der Widerstand nicht altert. Insoweit ist das Widerstandsrauschen stationär. Die Auszeichnung einer Zeitmarke wie t = 0 hat für die allgemeine Charakterisierung des Rauschens keine Bedeutung. Damit erübrigt sich die Unterscheidung eines ungeraden und geraden Anteils der Quellenspannung {\displaystyle u(t)}, so dass der Tangens eines Phasenwinkels als dem üblichen Maß für deren Verhältnis kein wichtiges Kennzeichen ist für das stationäre Rauschen selbst. Folglich sollten zur mathematisch invarianten Beschreibung statt der Fouriertransformierten von {\displaystyle u(t)}, dem Amplitudenspektrum, quadratische Größen gewählt werden, wie vorstehend das Leistungsspektrum. Sie enthalten bereits hinreichende Informationen über die zeitliche Struktur.
Als Information über Amplituden erleichtert {\displaystyle u_{\mathrm {eff} }\,=\,{\sqrt {\overline {u^{2}}}}} den gewohnten Vergleich mit einer Gleichspannung gleicher Wärmeerzeugung. Außer der zeitlichen Struktur kann die oben erwähnte Amplitudenverteilung ausgewertet werden. Die beiden Verteilungen sind voneinander unabhängig, allerdings beeinflusst eine Beschränkung des Frequenzbandes die Streuung {\displaystyle {\overline {u^{2}}}} der Amplitudenstatistik. Zum weißen Spektrum gehört nicht zwingend eine Normalverteilung der Momentanwerte, wie sie beim Widerstandsrauschen vorliegt. (*)
Zur Charakterisierung des stationären Rauschens im Zeitverlauf verbleibt nicht nur das mittlere Spannungsquadrat {\displaystyle {\overline {u^{2}}}}.
- Vielmehr existiert ein invariant zu beschreibender innerer zeitlicher Zusammenhang von {\displaystyle u(t)}, der durch die Autokorrelationsfunktion gemessen wird:

{\displaystyle \rho (\Delta t)=\lim _{T\to \infty }{\frac {1}{2T}}{\int _{-T}^{+T}}\!u(t)u(t+\!\Delta t)\,\mathrm {d} t}
Die Autokorrelationsfunktion, im Folgenden als AKF bezeichnet, ist unabhängig von der Zeitrichtung: {\displaystyle u(+t)} und {\displaystyle u(-t)} haben dieselbe AKF. Die Definitionsformel lässt unmittelbar erkennen, dass die Auszeichnung einer beliebigen Zeit {\displaystyle t=t_{0}} als neue Bezugszeit durch {\displaystyle t\,'\,=\,t\,-\,t_{0}} keinen Einfluss hat.
Die AKF hat bei {\displaystyle \Delta t=0} ihr Maximum
{\displaystyle \rho (0)={\overline {u^{2}}}}.
{\displaystyle {\tfrac {\rho (0)}{R}}} ist die im Widerstand {\displaystyle R} durch die Klemmenspannung {\displaystyle u(t)} dissipierte Leistung.
Die AKF ist stets eine gerade Funktion von {\displaystyle \Delta t}. Das bedeutet, dass keine kausale Abfolge durch die Zeit {\displaystyle t} indiziert ist. Dennoch sind {\displaystyle u(t)} und {\displaystyle u(t+\Delta t)} nicht unabhängig, {\displaystyle u(t)} kann sich nicht beliebig schnell ändern. Das Leistungsspektrum legt beispielsweise durch seine obere Grenzfrequenz die wirksame schnellst mögliche Änderung fest.
Mit der AKF ist für die zeitpunktorientierte (oder lokale) Beschreibungsebene (Zeitbereich) die Entsprechung zum Frequenzspektrum gewonnen. Letzteres beschreibt den inneren Zusammenhang für die Beschreibungsebene mit harmonischen Schwingungen (Frequenzbereich).
- Je nach Absicht oder messtechnischen Erfordernissen wird die eine oder die andere der äquivalenten Darstellungen gewählt.

Um das Widerstandsrauschen experimentell zu verifizieren, war die Möglichkeit der Frequenzdarstellung wichtig. Zur Zeit der Entdeckung durch Johnson war sie sogar notwendig, weil die Kurzzeit- und die Korrelationstechnik nicht so weit entwickelt waren wie die frequenzorientierte Filtertechnik durch die Fortschritte in der Rundfunktechnik mit ihren Kenntnissen zu Schwingkreisen.
Tatsächlich begründet eine mathematische Transformation die äquivalente Darstellung des stationären Prozesses durch die AKF oder durch das Frequenzspektrum. Den Beweis erbrachten Wiener und Chintchin mit der Feststellung, dass die Fouriertransformation das gewünschte Ergebnis liefert:
{\displaystyle {\begin{aligned}&S(f)=\!\int _{-\infty }^{+\infty }\!\!\rho (\Delta t)\,\mathrm {e} ^{-j2\pi f\Delta t}\,\mathrm {d} \Delta t\quad \qquad \qquad \qquad \qquad \;\,S(f)=2\int _{0}^{\infty }\!\!\rho (\Delta t)\cos(2\pi f\Delta t)\,\mathrm {d} \Delta t\\&\rho (\Delta t)=\!\int _{-\infty }^{+\infty }\!\!S(f)\,\mathrm {e} ^{+j2\pi f\Delta t}\,\mathrm {d} f\quad \qquad \qquad \qquad \qquad \quad \rho (\Delta t)=2\!\int _{0}^{\infty }\!\!S(f)\cos(2\pi f\Delta t)\,\mathrm {d} f\end{aligned}}}
{\displaystyle S(f)} ist aus Gründen der Symmetrie der Transformationsformeln für negative Frequenzen definiert. Daher ist {\displaystyle S(f)\,=\,{\tfrac {1}{2}}\,W(f)} zu beachten, {\displaystyle W(f)} wurde oben in Anlehnung an den Messprozess nur für {\displaystyle f\,\geqq \,0} definiert.
Widerstandsrauschspektren sind als Autospektren reelle, gerade Funktionen der Frequenz. Die Stellung der Vorzeichen im Exponenten ist insoweit Konvention, sie wird wie angegeben gewählt im Hinblick auf Kreuzkorrelationsfunktionen, bei denen die kausale Verkettung ein Ziel der Analyse ist.
Bei dem Transformationspaar rechts sind im Integranden die komplexe Exponentialfunktion durch {\displaystyle 2\cos {(2\pi f\Delta t)}} ersetzt und die Integrationsgrenzen 0 und {\displaystyle \infty ,} weil gerade Funktionen transformiert werden. Dies ist die klassische Wiener-Chintchin-Formulierung, wobei häufig noch {\displaystyle 2S(f)} durch das der Messtechnik näher stehende {\displaystyle W(f)} ersetzt ist.

### Widerstand mit Parallelkapazität
Die AKF zum Spektrum {\displaystyle W_{\mathrm {Klemmen} }(f)} der Klemmenspannung des Widerstands mit parallel liegender Streukapazität ist
{\displaystyle \rho _{\mathrm {Klemmen} }(\Delta t)={\tfrac {1}{2}}\!\int _{-\infty }^{+\infty }\!\!{\frac {4\,Rk_{\mathrm {B} }T}{1+(f/f_{\mathrm {E} })^{2}}}\,\mathrm {e} ^{j2\pi f\Delta t}\,\mathrm {d} f={\tfrac {2}{\pi }}{\frac {Rk_{\mathrm {B} }T}{\tau }}\!\int _{0}^{\infty }\!\!{\frac {\mathrm {d} x}{1+x^{2}}}\,\cos \left(x{\tfrac {\Delta t}{\tau }}\right)={\frac {Rk_{\mathrm {B} }T}{\tau }}\,\mathrm {e} ^{-{\frac {|\Delta t|}{\tau }}}.}
Die Leistung, die bei parallel liegendem Kondensator der Kapazität {\displaystyle C} im rauschenden Widerstand selbst dissipiert wird, ist
{\displaystyle \rho _{\mathrm {Klemmen} }(0)\!/\!R=k_{\mathrm {B} }T\!/\!\tau .}
Die normierte AKF wird allein durch den statistischen Zusammenhang bestimmt
{\displaystyle {\frac {\rho _{\mathrm {Klemmen} }(\Delta t)}{\rho _{\mathrm {Klemmen} }(0)}}=\mathrm {e} ^{-{\frac {|\Delta t|}{\tau }}}.}
Die mittlere Korrelationsdauer wird definiert durch
{\displaystyle {\overline {\Delta t}}={\frac {\int _{-\infty }^{+\infty }\!|\Delta t|\,{\frac {\rho _{\mathrm {Klemmen} }(\Delta t)}{\rho _{\mathrm {Klemmen} }(0)}}\,\mathrm {d} \Delta t}{\int _{-\infty }^{+\infty }\!{\tfrac {\rho _{\mathrm {Klemmen} }(\Delta t)}{\rho _{\mathrm {Klemmen} }(0)}}\,\mathrm {d} \Delta t}}=\tau \;{\frac {\int _{0}^{+\infty }\!{\frac {\Delta t}{\tau }}\,\mathrm {e} ^{-{\frac {\Delta t}{\tau }}}\,\mathrm {d} {\frac {\Delta t}{\tau }}}{\int _{0}^{+\infty }\mathrm {e} ^{-{\frac {\Delta t}{\tau }}}\,\mathrm {d} {\tfrac {\Delta t}{\tau }}}}=\tau =RC={\frac {1}{2\pi f_{\mathrm {E} }}}.}
- Diese Beschaltung des rauschenden Widerstands zwingt dem Rauschen eine mittlere Korrelationsdauer auf,  sie ist gleich seiner Zeitkonstanten {\displaystyle \tau =RC}, vgl. oben.
- Große Korrelationsdauern sind mit exponentiell geringer werdendem Gewicht vertreten.

Exkurs zur messtechnischen Bedeutung der Korrelationszeit. Den verrauschten Ausschlag eines Messinstrumentes zu messen, erfordert viele unabhängige Ablesungen für eine ausreichende Statistik zur Berechnung von Mittelwert und seinem Fehler mit der gewünschten Genauigkeit. (Gaußsches Rauschen ist dazu von Vorteil.)
- Die mindest erforderliche Messdauer errechnet sich aus der Anzahl der für die erstrebte Genauigkeit erforderlichen Einzelmessungen multipliziert mit einem kleinen Vielfachen der Korrelationszeit der Störung.

### Quantentheoretisch begrenzte AKF des Widerstandsrauschens
Die AKF zum quantentheoretisch begrenzten Spektrum {\displaystyle W(f)} der verfügbaren Leistung ist hierunter berechnet.
Hinweis 1: {\displaystyle S(f)\,=\,{\tfrac {1}{2}}\,W(f)} definiert auf {\displaystyle -\infty \,<\,f\,<\,+\infty } geht in diese Formel ein.
Hinweis 2: Vorstehend ist die Korrelationsfunktion der Klemmenspannung behandelt worden, jetzt ist {\displaystyle \rho (\Delta t)} von der Dimension Leistung.
{\displaystyle {\begin{aligned}\rho (\Delta t)&={\tfrac {1}{2}}k_{\mathrm {B} }T\!\int _{-\infty }^{+\infty }\!\!{\tfrac {|f/f_{\mathrm {Q} }|}{\mathrm {e} ^{|f/f_{\mathrm {Q} }|}\;-\;1}}\,\mathrm {e} ^{j2\pi f\Delta t}\,\mathrm {d} f\\&=k_{\mathrm {B} }Tf_{\mathrm {Q} }\!\int _{0}^{\infty }\!\!{\tfrac {f/f_{\mathrm {Q} }}{\mathrm {e} ^{f/f_{\mathrm {Q} }}\;-\;1}}\,\cos {\left[2\pi {\tfrac {f}{f_{\mathrm {Q} }}}(f_{\mathrm {Q} }\Delta t)\right]}\,\mathrm {d} {\tfrac {f}{f_{\mathrm {Q} }}}=k_{\mathrm {B} }Tf_{\mathrm {Q} }\!\int _{0}^{\infty }\!\!{\frac {x}{\mathrm {e} ^{x}\;-\;1}}\,\cos {\left(2\pi xf_{\mathrm {Q} }\Delta t\right)}\,\mathrm {d} x\end{aligned}}}
Daraus folgt zunächst die oben bereits berechnete verfügbare Gesamtleistung
{\displaystyle P=\rho (0)={\tfrac {\pi ^{2}}{6}}\,k_{\mathrm {B} }Tf_{\mathrm {Q} }.}
Die normierte AKF des quantenmechanisch begrenzten Rauschspektrums beschreibt wieder die innere zeitliche Struktur allein
{\displaystyle {\begin{aligned}{\frac {\rho (\Delta t)}{\rho (0)}}&=3\left[(\omega _{\mathrm {Q} }\Delta t)^{-2}-\sinh ^{-2}(\omega _{\mathrm {Q} }\Delta t)\right]\\&=3\sinh ^{-2}(\omega _{\mathrm {Q} }\Delta t)\left[\left({\frac {\sinh(\omega _{\mathrm {Q} }\Delta t)}{\omega _{\mathrm {Q} }\Delta t}}\right)^{2}-1\right]\\{\text{mit }}\omega _{\mathrm {Q} }&=2\pi f_{\mathrm {Q} }={\frac {k_{\mathrm {B} }T}{\hbar }}.\end{aligned}}}
zeigt, dass
{\displaystyle {\frac {\rho (\Delta t)}{\rho (0)}}={\begin{cases}1\,,&{\text{wenn }}\quad \Delta t\to 0\ \\0{,}522\,,&{\text{wenn }}\quad \omega _{\mathrm {Q} }|\Delta t|=2\ \\3\,(\omega _{\mathrm {Q} }\Delta t)^{-2}\,,&{\text{wenn }}\quad \omega _{\mathrm {Q} }|\Delta t|\gg 1{\text{. }}\end{cases}}}
- Das quantentheoretisch begrenzte Rauschen hat eine Korrelationsdauer von etwa {\displaystyle |\Delta t|=2/\omega _{\mathrm {Q} }=2\,{\frac {\hbar }{k_{\mathrm {B} }T}}.}
- Die großen Korrelationsdauern sind proportional zu {\displaystyle \Delta t^{-2}} gewichtet.

Damit wird beispielhaft deutlich, dass ein schwacher Abfall des Spektrums einen steilen der Korrelationsfunktion zur Folge hat und umgekehrt. Das kapazitiv proportional zu {\displaystyle f^{-2}} begrenzte Spektrum ist mit einem exponentiellen Abfall des statistischen Gewichts steigender Korrelationszeiten verknüpft. – Das quantentheoretisch begrenzte Spektrum fällt mit wachsender Frequenz praktisch exponentiell ab, seine Korrelationsfunktion schließlich näherungsweise nur entsprechend {\displaystyle |\Delta t|^{-2}.}

### Weißes Rauschen
Zur Frage des breiten Spektrums bei innerem Zusammenhang kurzer Dauer und umgekehrt wird der Extremfall angeführt. Dem weißen Spektrum entsprechen beliebig kurzdauernde Vorgänge. Ein Impuls, der im Entstehen schon wieder vergeht, kann dazu dienen und ist mit der Dirac-Distribution {\displaystyle \delta (t)} mathematisch wohl definiert. Von diesem beliebig kurzzeitigen Objekt können nur die Werte {\displaystyle \delta (t)=0} für {\displaystyle t\,\neq \,0} finit angegeben werden. Dennoch eignet es sich diese Delta-Distribution wegen der Mittelwerteigenschaft
{\displaystyle \int _{-\infty }^{+\infty }\!\delta (t)\,\mathrm {d} t=1}
zur Darstellung physikalischer Sachverhalte. (*)
{\displaystyle \delta (t)} führt zwingend auf Korrelationsfunktionen: Weil kein Quadrat der Distribution gebildet werden kann, muss zur Berechnung der Leistung auf die AKF, vgl. Faltungsintegral, zurückgegriffen werden:
{\displaystyle \delta (t)=\int _{-\infty }^{+\infty }\!\delta (t)\delta (t+\theta )\,\mathrm {d} \theta }
Der Spannungspuls zur Zeit {\displaystyle t_{0}}
{\displaystyle u(t)=p\delta (t-t_{0})\,\!}
erzeugt den Spannungsstoß
{\displaystyle \int _{-\infty }^{+\infty }\!\!u(t)\,\mathrm {d} \Delta t\ =\int _{-\infty }^{+\infty }\!\!p\,\delta (t-t_{0})\,\mathrm {d} \Delta t=p}
der Einheit 1 Vs und hat die AKF beliebig kurzer Korrelationszeit
{\displaystyle \rho (\Delta t)=p^{2}\!\!\int _{-\infty }^{+\infty }\!\delta (t-t_{0})\delta (t)\,\mathrm {d} \Delta t=p^{2}\delta (\Delta t)}
sowie das weiße Frequenzspektrum
{\displaystyle {\begin{alignedat}{2}S(f)&=p^{2}\!\!\int _{-\infty }^{+\infty }\!\delta (\Delta t)\,\mathrm {e} ^{-j\,2\pi \!f\Delta t}\,\mathrm {d} \Delta t=p^{2},&\quad &\ -\infty \leq f\leq +\infty \,.\\\end{alignedat}}}
Umgekehrt führt das beliebig schmale Frequenzband bei {\displaystyle f_{0}}
{\displaystyle {\begin{alignedat}{2}S(f)&={\tfrac {1}{2}}{\hat {u}}^{2}\left[\delta (f-f_{0})+\delta (f+f_{0})\right],\quad \ -\infty <f<+\infty \,;&\quad &\qquad \ \,W(f)={\hat {u}}^{2}\delta (f-f_{0}),\quad f\geq 0\\\end{alignedat}}}
auf die AKF beliebig weit reichender periodischer Korrelation
{\displaystyle \rho (\Delta t)={\hat {u}}^{2}\cos(2\pi f_{0}t)\,.}
Mit {\displaystyle f_{0}\,\rightarrow 0} wird die Korrelationsdauer beliebig groß. Bei der Gleichspannung {\displaystyle u(t)={\hat {u}}} gilt
{\displaystyle {\begin{alignedat}{2}S(f)&={\hat {u}}^{2}\delta (f),\ \quad -\infty <f<+\infty \,;&\quad &\qquad \ \qquad \qquad \qquad \qquad W(f)={\hat {u}}^{2}\delta (f),\quad f\geq 0\\\rho (\Delta t)&={\hat {u}}^{2},\,\quad \quad \quad -\infty <\Delta t<+\infty \,.\\\end{alignedat}}}
Hier kann einfach von unendlich großer Korrelationsdauer gesprochen werden bei ebenfalls streng lokalisiertem Spektrum.

#### Stationäre Folge von Stoßfunktionen
Vorstehend definierte Spannungspulse sollen voneinander unabhängig zu beliebigen Zeiten gleich wahrscheinlich mit der mittleren Anzahldichte je Zeitintervall {\displaystyle \lambda } erzeugt werden, sie bilden eine stationäre Folge. Die Spannungsstöße p seien mit positivem oder negativem Vorzeichen gleich häufig versehen, damit der lineare Mittelwert, die Gleichkomponente, verschwindet. Die Pulse seien statistisch unabhängig. Eine solche Konstruktion könnte als erster Ansatz für eine Beschreibung des Wärmerauschens gelten. Allerdings genügen die Momentanwerte offensichtlich nicht einer Normalverteilung (Glockenkurve).
Die statistische Unabhängigkeit erlaubt die einfache Angabe der AKF dieser Folge mit Hilfe des Theorems von Campbell:
{\displaystyle \rho (\Delta t)=\lambda \,p^{2}\delta (\Delta t)\,.}
Die AKF (Dimension Leistung der SI-Einheit 1 W nach Division durch einen Widerstand R) ändert ihren Verlauf nicht, die Korrelationszeit bleibt verschwindend klein. Das Frequenzspektrum (Dimension Energie der Einheit 1 Ws nach Division durch den Widerstand R, als Leistung pro Frequenzbandbreite) ändert sich ebenfalls nicht bis auf den Faktor {\displaystyle \lambda }
{\displaystyle S(f)=\lambda \,p^{2}.}

#### Exponentialimpulse
- Unter den Voraussetzungen von Campbell’s Theorem addieren sich die quadratischen Größen Leistung und Energie ohne den mittleren inneren zeitlichen Zusammenhang der Pulsfolge – gemessen durch die AKF – zu verändern, statistische Überlappung von Impulsen endlicher Dauer (inkohärente Überlagerung) ist zugelassen, obgleich das resultierende Amplitudenspektrum verändert wird.

Zur Veranschaulichung werden in der vorstehend beschriebenen Impulsfolge – unter entsprechenden Bedingungen – die Stoßfunktionen durch Exponentialimpulse
{\displaystyle h(t)={\begin{cases}{\hat {u}}\,\mathrm {e} ^{-t/\tau },&\ t\geq 0\\0,&\ t<0\end{cases}}}
ersetzt. Die AKF und das Frequenzspektrum, ein Lorentzprofil, der modifizierten Spannung sind:
{\displaystyle {\begin{aligned}\rho (\Delta t)&=\lambda {\frac {{\hat {u}}^{2}\tau }{2}}\,\mathrm {e} ^{-|\Delta t|/\tau }+\left[(\lambda {\hat {u}}\tau )^{2}\right]\\S(f)&=\lambda ({\hat {u}}\tau )^{2}{\frac {1}{1+(2\pi f\tau )^{2}}}+\left[(\lambda {\hat {u}}\tau )^{2}\,\delta (f)\right]\end{aligned}}}
Zu den Termen in eckigen Klammern s. Bemerkung. (*)
{\displaystyle {\tfrac {\rho (0)}{R}}={\tfrac {{\hat {u}}^{2}}{2R}}\lambda \tau } ist die am Widerstand {\displaystyle R} dissipierte Leistung. Durch das Produkt {\displaystyle \lambda \tau } kann der Grad der Überlappung eingestellt werden.
AKF und Spektrum haben dieselbe Abhängigkeit von {\displaystyle \Delta t} beziehungsweise {\displaystyle f} wie beim Rauschen des Widerstands mit parallelem Kondensator, s. oben, obgleich die Einzelimpulse sicher wesentlich verschieden sind. Entsprechend {\displaystyle h(t)} entlädt sich mit der Zeitkonstanten {\displaystyle \tau =RC} ein Kondensator über einen Widerstand.
- Während dem RC-gefilterten Widerstandsrauschen der invariante innere Zusammenhang gemäß {\displaystyle {\tfrac {\rho (\Delta t)}{\rho (0)}}=\mathrm {e} ^{-|\Delta t|/\tau }} aufgeprägt wird, liegt er hier vom Einzelprozess her determiniert vor.
- Von {\displaystyle \rho (\Delta t)} oder dem Spektrum her kann nicht auf determinierte Einzelprozesse oder zufällige rückgeschlossen werden.